# Pintor de Jena

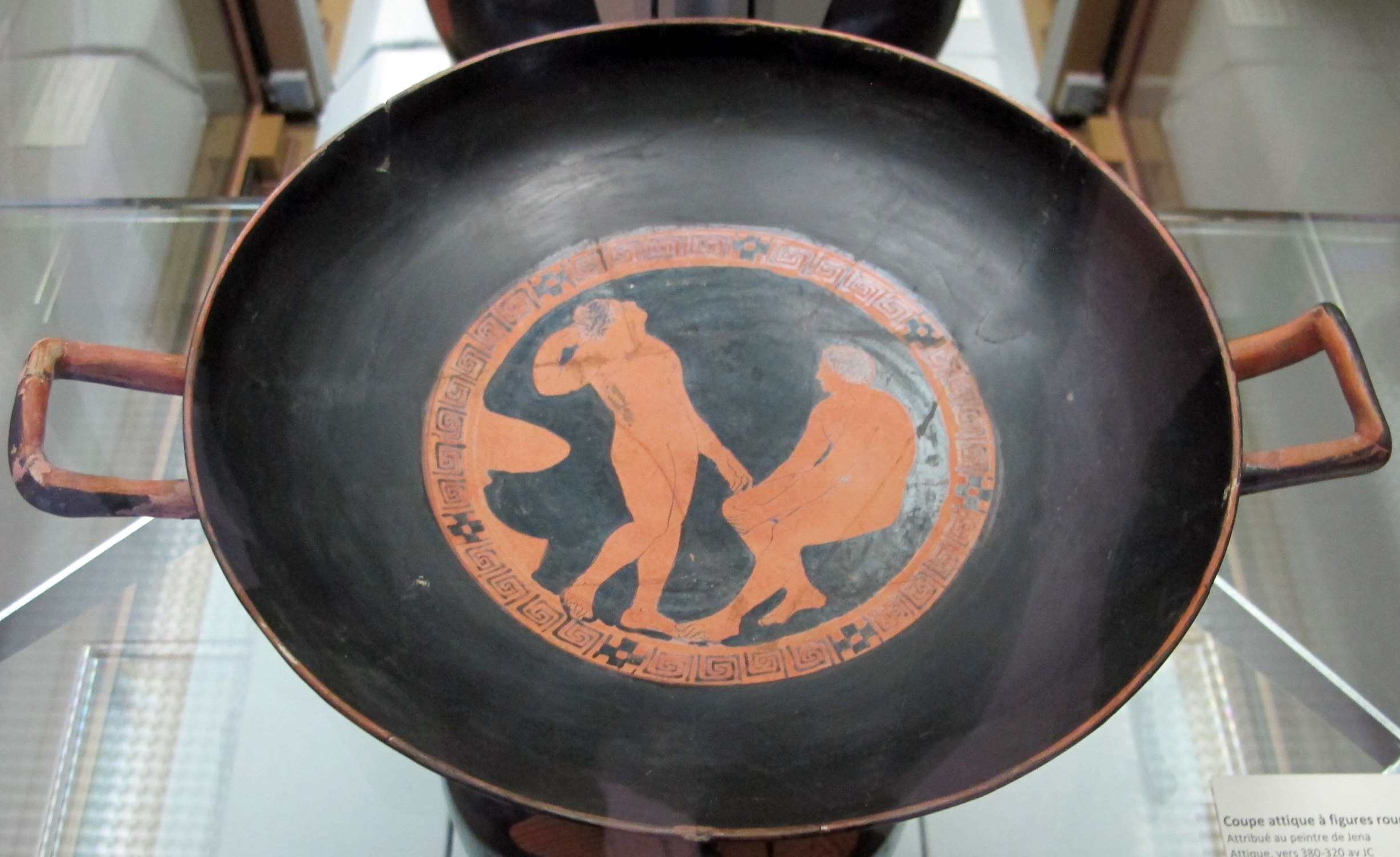
Peleo y Atalanta. Kílix, c. 390 a. C.

El Pintor de Jena fue un antiguo pintor griego de vasos, activo en Atenas alrededor del 400-350  a. C.
Principalmente pintó kílices en la técnica de figuras rojas. Su lugar estilístico y cronológico fue determinado por primera vez por el arqueólogo clásico británico, John Beazley. Beazley eligió el nombre convenido de Pintor de Jena porque una gran proporción de los trabajos sobrevivientes del artista estaban en posesión de la Universidad de Jena. Sus vasos en el pintor en la Universidad de Jena provienen de un descubrimiento realizado en la calle Ermou de Atenas en 1853. En esa época, posiblemente se descubrieron los restos de su taller. El pintor representó un estilo anterior al estilo de Kerch de la pintura de figuras rojas tardía. La mayoría de sus 91 vasos conocidos fueron descubiertas en el Cerámico, el barrio de los alfareros de la antigua Atenas, en 1892. Muchos de sus vasos fueron exportados, por ejemplo a Etruria y al de norte de África. 
Parece que hubiera tenido dos asistentes cuyo trabajo se describe como estilo B y estilo C. El pintor de Jena pintaría las imágenes internas de los vasos, y el asistente del estilo B sus exteriores. El trabajo del asistente del estilo C solo se conoce por los vasos de escifos y las copas sin pies. En contraste con los dibujos más bien casuales de sus asistentes, el Pintor de Jena se distingue por su fino y cuidadoso estilo de dibujo y la vivacidad de sus composiciones. El Pintor Q y el Pintor de Diomedes trabajaron en el mismo taller que el Pintor de Jena.
Hoy en día, se suele considerar que el Pintor de Jena es la misma persona que el Pintor de Diomedes, cuyo vaso epónimo representa a Diomedes con paladio. Este «pintor» representaría, por lo tanto, un único período estilístico del Pintor de Jena.